# Афанасово (Муромский район)
Афанасово — деревня в Муромском районе Владимирской области России, входит в состав Ковардицкого сельского поселения. 

## География
Деревня расположена на берегу речки Унорка (Афанасовский пруд) (приток Илевны) в 9 км на северо-запад от центра поселения села Ковардицы и в 15 км на северо-запад от Мурома, на автодороге 17Р-1 Владимир – Муром – Арзамас.

## История
В конце XIX — начале XX века деревня входила в состав Ковардицкой волости Муромского уезда, с 1926 года — в составе Муромской волости . В 1859 году в деревне числилось 43 двора, в 1905 году — 67 дворов, в 1926 году — 77 дворов.
С 1929 года деревня являлась центром Афанасовского сельсовета Муромского района, с 1940 года — в составе Михалёвского сельсовета, с 1965 года — в составе Зименковского сельсовета, с 2005 года — в составе Ковардицкого сельского поселения. 

## Население
| 1859 | 1905 | 1926 | 2002 | 2010 | 2012 | 2021 |
| ---- | ---- | ---- | ---- | ---- | ---- | ---- |
| 281  | ↗382 | ↗445 | ↘153 | ↘123 | ↗143 | ↘126 |